# Vendenesse-lès-Charolles
Vendenesse-lès-Charolles – miejscowość i gmina we Francji, w regionie Burgundia-Franche-Comté, w departamencie Saona i Loara.
Według danych na rok 1990 gminę zamieszkiwało 750 osób, a gęstość zaludnienia wynosiła 27 osób/km² (wśród 2044 gmin Burgundii Vendenesse-lès-Charolles plasuje się na 313. miejscu pod względem liczby ludności, natomiast pod względem powierzchni na miejscu 220.).